# Ars Nova (Japanse band)

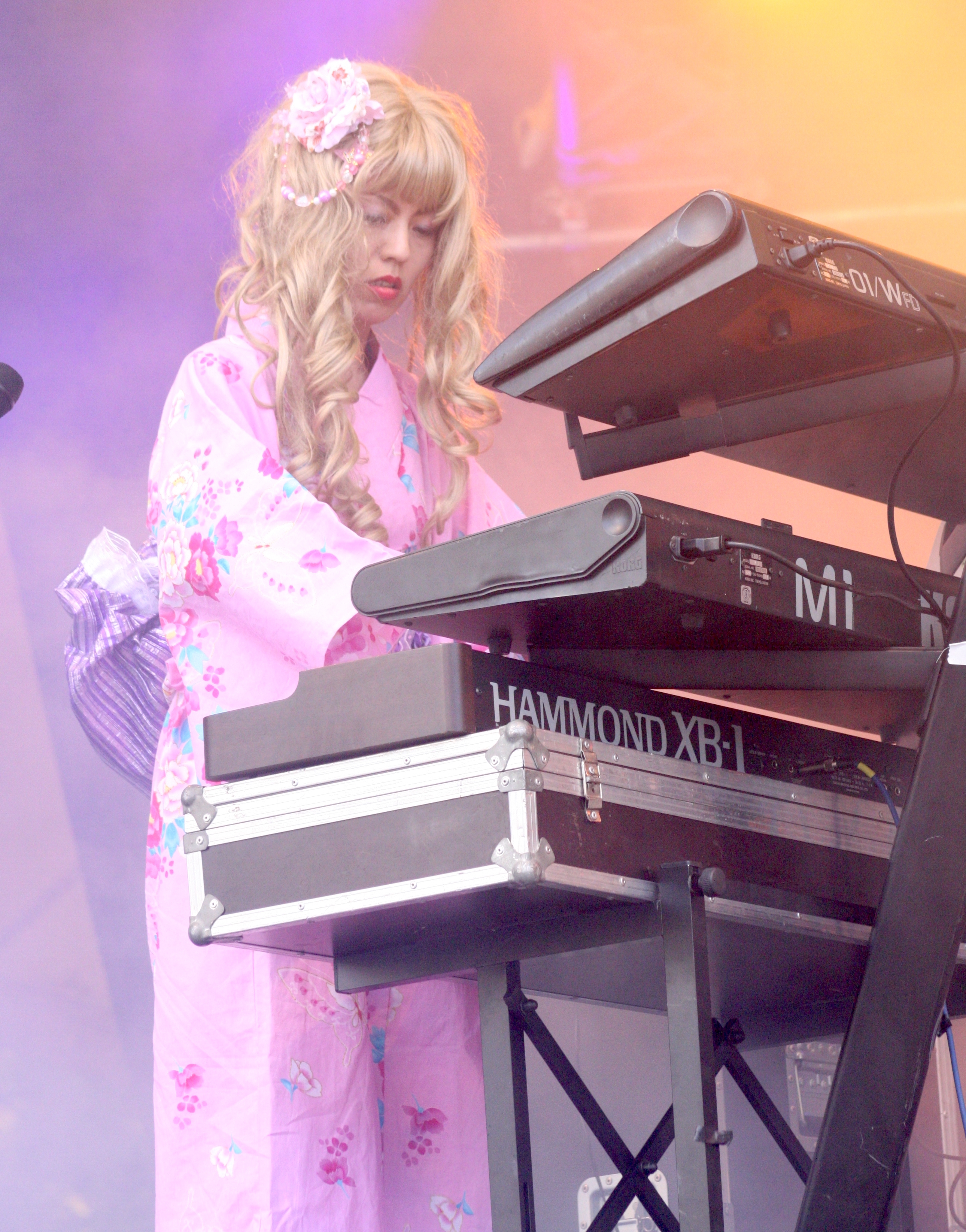
Keiko Kumagai van Ars Nova,
3 september 2010, Loreley,
Night of the prog V

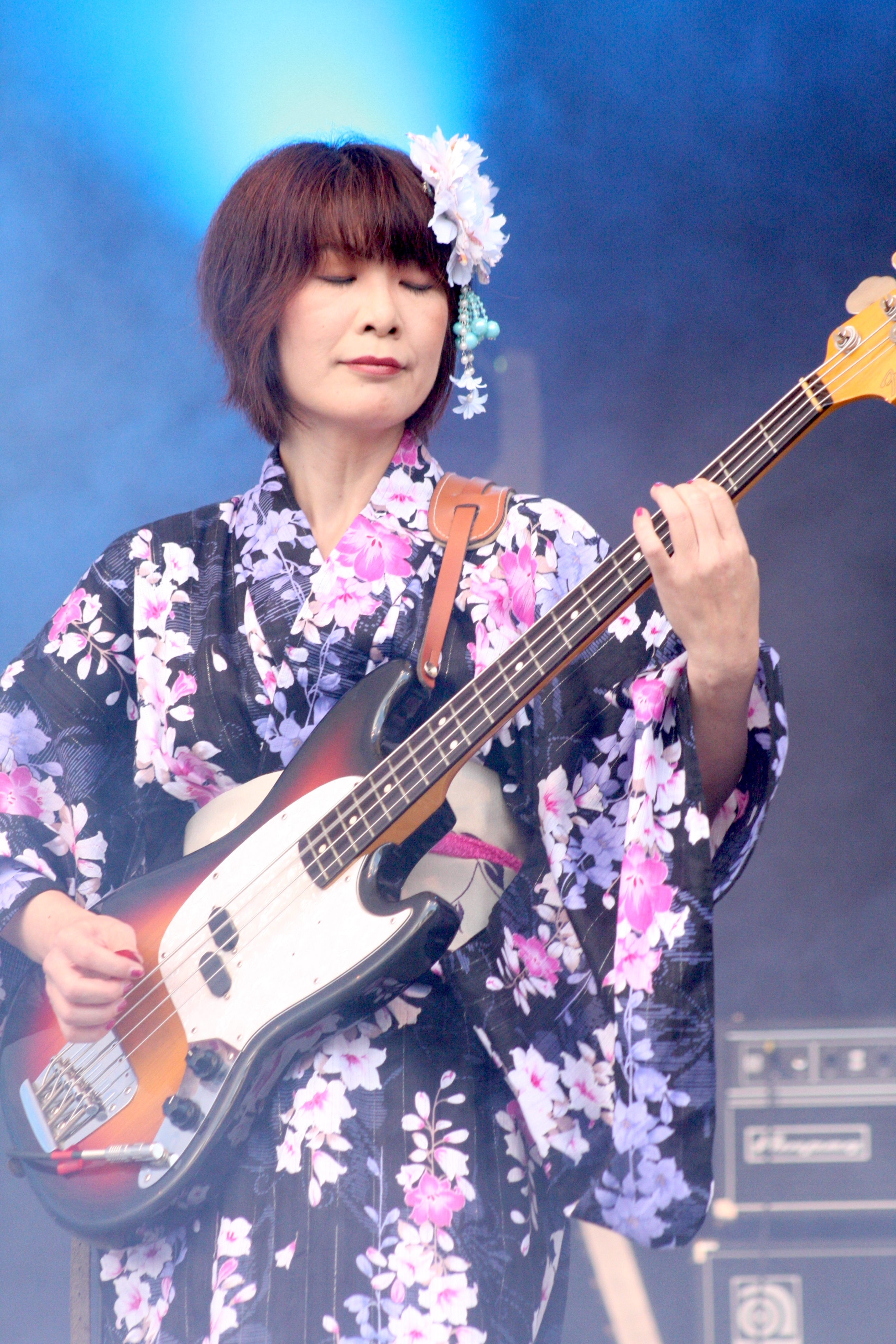
Shinko Shibata van Ars Nova,
3 september 2010, Loreley,
Night of the prog V

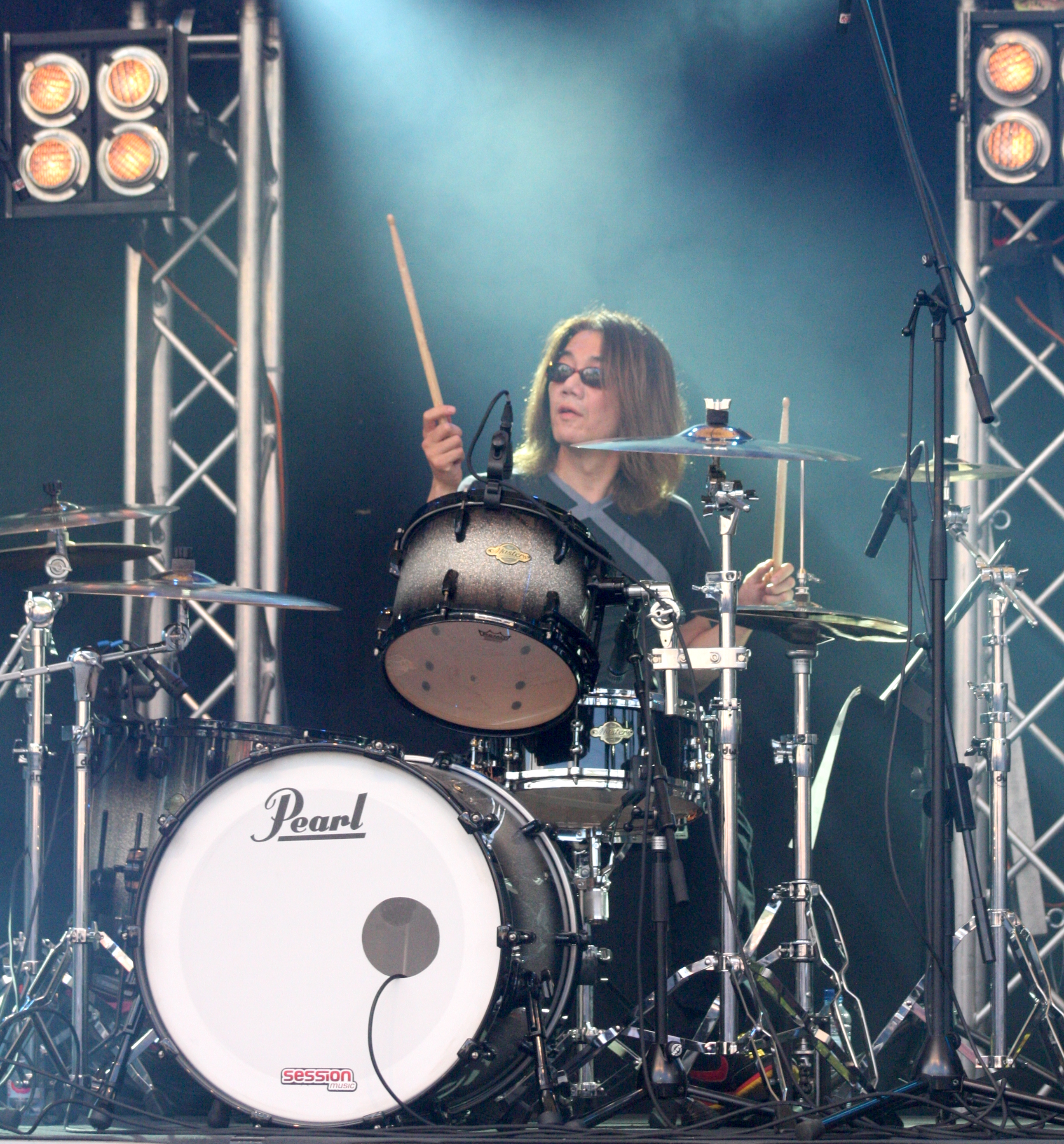
Masuhiro Goto van Ars Nova,
3 september 2010, Loreley,
Night of the prog V

Ars Nova is een Japanse progressieve rock band. Gedurende een groot deel van haar geschiedenis (tot Hazime en, meer recent, Satoshi Handa toetraden) was de band volledig vrouwelijk, wat ongebruikelijk is in de wereld van de progressieve rock. Meestal speelt Ars Nova als trio, er was of is ook een kwartet of kwintet. De vormen van instrumentatie bestaan soms zelfs gelijktijdig. Door de vele personeelswisselingen binnen de band zijn er ook zeer regelmatig gastmuzikanten van andere Japanse en buitenlandse bands aangetrokken.

## Band geschiedenis
Ars Nova werd in 1983 gevormd door Kyoko Kanazawa (elektrische bas), Keiko Tsubata (keyboards) en Yumiko Saito (drums), die elkaar leerden kennen op de Universiteit van Tokio. De band coverde vooral composities van ELP en Trace. Begin 1985 verliet Tsubata de band omdat in het huwelijk trad. De overgebleven twee vrouwelijke muzikanten plaatsten een zoekadvertentie in een muziekblad, waarop Keiko Kumagai reageerde. Kumagai speelde twee optredens met de band voordat zij in 1985 weer vertrok, ook vanwege een huwelijk.
In 1991 werd Ars Nova nieuw leven ingeblazen door een initiatief van Shingo "Numero" Ueno, een bekende Japanse producer en eigenaar van Made In Japan Records. Ueno moedigde Keiko Kumagai aan om ook haar eigen nummers te schrijven en beloofde zelfs om dan het eerste Ars Nova album te produceren en op zijn label uit te brengen. Het eerste album Fear and Anxiety werd slechts een jaar later uitgebracht. In 1993 verliet Yumiko Saito de groep, ook vanwege haar huwelijk, en werd vervangen door Akiko Takahashi.
In 1994 werd het tweede album Tränsi uitgebracht. Het stelde de band in staat om bekend te worden buiten Japan en als gevolg daarvan speelden ze voor het eerst in 1995 op het Prog Fest '95 festival in Los Angeles, USA.
In 1996 verscheen het derde album, The Goddess of Darkness, dat voor het eerst in Europa werd gedistribueerd door Musea Records. Ars Nova speelde vervolgens hun eerste concerten in Europa in januari 1997, onder meer op het grootste Europese progressieve festival, het Uden Rock Festival in Nederland. Vervolgens verliet Kyoko Kanazawa de band in oktober van hetzelfde jaar.
In 1998 verscheen het album The Book of the Dead met als gastbassist Ken Ishita (ex-Deja Vu). Omdat Ars Nova nog steeds geen volwaardige vervangster kon vinden voor de vertrokken bassiste Kyoko Kanazawa, werd Naomi Miura tijdelijk ingehuurd als vervangster op de basgitaar, waarbij ze de baspartijen op haar keyboards overnam. Miura was ook livesupport tijdens de wereldtournee in oktober 1998.
In 1999 werd Mika Nakajima (keyboards, zang, viool) voorgesteld als het officiële nieuwe lid van Ars Nova. In april van datzelfde jaar werd een gezamenlijk keyboard trio tribute album opgenomen met de eveneens Japanse band Gerard, Keyboard Triangle. Gerard is, om zo te zeggen, de "mannelijke" tegenhanger van Ars Nova en had ook dezelfde producent. Het album was in feite een coveralbum waarop bekende titels van ELP, Trace, Rick Wakeman, Il Balletto di Bronzo en PFM elk in hun eigen versie afwisselend werden vertolkt door Ars Nova en Gerard.
In 2000 werkte Keiko Kumagai mee aan Ayreon's album Universal Migrator Part 2: Flight Of The Migrator.
In 2001 verscheen Ars Nova's vijfde album Android Domina, en de groep baarde opzien met een nieuwe outfit: de muzikanten traden op in een SM look.

The SM look was an idea that I had. I have been interested in SM as one of the end of the century taboo art. I like modern bondage costume, too. SM has both force and beauty, I think. I thought it would be funny to introduce SM taste as the latest album theme, because people say that Ars Nova's sound is heavy, aggressive, dark, massive, but also beautiful, melodic and classical. I think that SM really fits that sound.(De SM-look was een idee dat ik had. Ik ben geïnteresseerd in SM als een taboe aan het eind van de 20e eeuw. Ik hou ook van moderne bondage kostuums. SM heeft zowel kracht als schoonheid, denk ik. Ik dacht dat het grappig zou zijn om de SM-smaak te introduceren als het thema van het laatste album, omdat mensen zeggen dat het geluid van Ars Nova zwaar, agressief, donker, massief is, maar ook mooi, melodieus en klassiek. Ik denk dat SM echt bij dat geluid past.)
— Keiko Kumagai, interview met Igor Italiani, 31 augustus 2001

Bij andere gelegenheden bestond de toneelkleding uit de traditionele Japanse kimono.
In oktober 2002, ter gelegenheid van de 10e verjaardag van de release van het debuutalbum, was er een live concert met tal van gastmuzikanten, zoals Gianni Leone van Il Balletto di Bronzo en Claudio Simonetti van Goblin (beide keyboards), Takeo Shimoda (drums), Atsushi Hasegawa van Gerard (bas) en Masuhiro Goto van Gerard en Ningen Isu (drums). Na dit live concert, verliet Mika Nakajima de band.
In 2003 waren er verdere personeelswijzigingen. Na het optreden van Ars Nova op het Baja Prog Festival in Mexico verliet drummer Akiko Takahashi de groep en werd in juni van hetzelfde jaar vervangen door Masuhiro Goto als vast lid. Een ander nieuw bandlid werd bassiste Shinko "Panky" Shibata. Eerder werd een nieuw album geproduceerd, Biogenesis Project. Talrijke gastmuzikanten, waaronder de bekende Nederlandse gitarist Arjen Anthony Lucassen en ook Gianni Leone of zelfs Lucio Fabbri (ex-PFM) ondersteunden Ars Nova tijdens de opnamen. Lucassens deelname was een "wraak" voor Kumagai's bijdrage op het drie jaar eerder verschenen album van Ayreon. Gitarist Satoshi Handa, die in 2003 al als gastmuzikant optrad bij Ars Nova, wordt ook een nieuw bandlid.
In 2005 verliet drummer Goto de band en werd in augustus 2005 vervangen door Hazime. Na een muzikale onderbreking van bijna vier jaar, bracht de groep in januari 2009 het achtste album Seventh Hell uit. In september 2010 trad Ars Nova voor het eerst op tijdens het Loreley Festival Night of the Prog V.
In 2015, in september, keerden drummer Akiko Takahashi en toetseniste Mika Nakajima terug om op te treden met Keiko Kumagai en Shinko "Panky" Shibata (bas) als een band met vier vrouwen, parallel aan de huidige bezetting.
In april 2017 hield Ars Nova het "ArsNova Fest", met achtereenvolgens drie verschillende bandbezettingen:
- het volledig vrouwelijke Ars Nova, met Keiko Kumagai, Mika Nakajima, Shinko "Panky" Shibata en Akiko Takahashi.
- de toenmalige Ars Nova band, met Keiko Kumagai, Satoshi Handa, Shinko "Panky" Shibata, en Hazime.
- de (bijna) originele Ars Nova Band, met Keiko Tsubata (keyboards), Kyoko Kanazawa (bas) en Hiroshi Kawamura (drums).

In september 2017 werd het het vrouwelijke trio van de oorspronkelijke bezetting van Keiko Kumagai, Kyoko Kanazawa en Akiko Takahashi nieuw leven ingeblazen, waarbij ook Mika Nakajima zich weer bij de, op dat moment, huidige bezetting voegde als dubbeltoetsenist. Parallel daaraan werd ook een kwintet gevormd, bestaande uit Keiko Kumagai, Mika Nakajima, Satoshi Handa, Shinko "Panky" Shibata en Hazime.
De laatst bekende live bezetting is van 2018, toen Ars Nova optrad op het CRESCENDO festival in Saint-Palais-sur-Mer (Frankrijk) traden op als kwartet: Keiko Kumagai en Mika Nakajima (keyboards), Shinko "Panky" Shibata (bas) en Akiko Takahashi (drums).

## De muziek
De muziek van Ars Nova is sterk beïnvloed door keyboards - dit was vooral het geval tussen 1998 en 2003, toen de band twee toetsenisten had. Veel voorkomende geluiden zijn het alomtegenwoordige Hammondorgel, maar ook Mellotron en diverse synthesizers. Bijna alle muziek van de band is instrumentaal.
De muzikale invloeden van de band zijn ELP, Goblin, PFM, Rick Wakeman, Il Balletto di Bronzo en klassieke muziek. Kumagai, de toetsenist, schrijft alle composities van de band.
Op 12 juni 2022 kondigde de groep op hun website aan dat een nieuw album in productie was. Het zijn opnamen uit 1996 van het oorspronkelijke trio (Kumagai, Kanazawa, Takahashi), aangevuld met recente producties samen met twee gastmusici, Hitomi Iriyama (viool) en Zoltán Fábián (gitaar). Andere medewerkers zijn: Sayuri Aruga (zang), Mika Nakajima (keyboard), Satoshi Handa (gitaar), Hazime (drums), Akiko Takahashi (percussie). Het nieuwe album gaat Morgan 2021 heten.

## Discografie
- 1992: Fear and Anxiety
- 1994: Tränsi
- 1996: The Goddess of Darkness
- 1997: The Six Singular Impressions (Compilatie)
- 1998: The Book of the Dead (Reu Nu Pert Em Hru)
- 2001: Android Domina
- 2001: Lacrimaria (opgenomen 1992, gepubliceerd 2001)
- 2003: Biogenesis Project
- 2005: Chrysalis - Force for the Fourth
- 2009: Seventh Hell
- 2011: Official Bootleg Live Female Trio 1996-2010 (Live)
- 2011: Divine Night (Live 2010)